# (6329) Hikonejyo
(6329) Hikonejyo ist ein Asteroid des Hauptgürtels, der am 12. März 1992 vom japanischen Astronomen Atsushi Sugie am Dynic-Observatorium (IAU-Code 402) in Japan entdeckt wurde.
Der Asteroid wurde am 9. Mai 2001 nach der japanischen Burg Hikone (japanisch 彦根城) in Hikone in der Präfektur Shiga benannt, die zu den schönsten der zwölf Burgen mit original erhaltenen Tenshu (höchster Turm einer Burg) zählt, und zu den fünf Burgen, die als Nationalschatz eingestuft sind.